# عقداء دوارية
العَقداء الدوارية أو عقداء ضُمِّيَّة الورق أو خاتم سليمان الضمي الورق نوع نباتي يتبع جنس العَقداء من الفصيلة السفندرية.

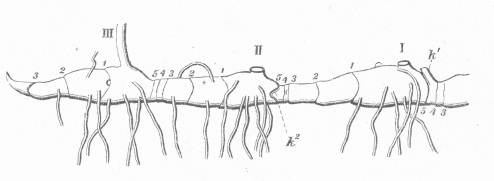
جذامير نبات العَقداء الدوارية

## الموئل والانتشار
موطنها تركيا والقوقاز ومعظم مناطق أوروبا.

## الوصف النباتي
نبات ينتشر بالجذامير. الأوراق مرتبة بشكل دائري حول الساق.